# Medicago truncatula
Medicago truncatula es una pequeña leguminosa anual del Mediterráneo, que es conocida como organismo modelo en biología. Se la conoce también con el nombre vernáculo de carretón[cita requerida].

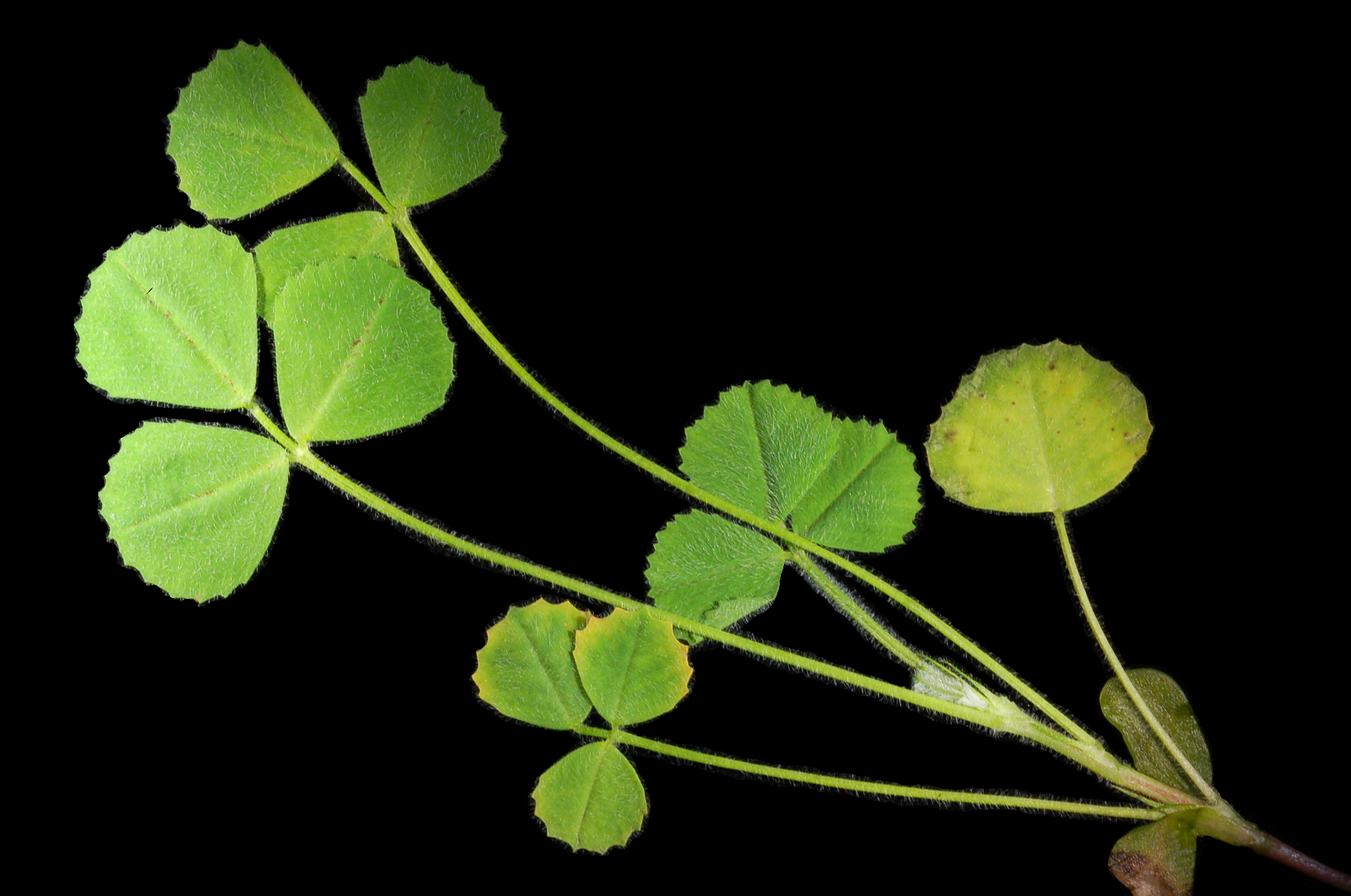
Hojas

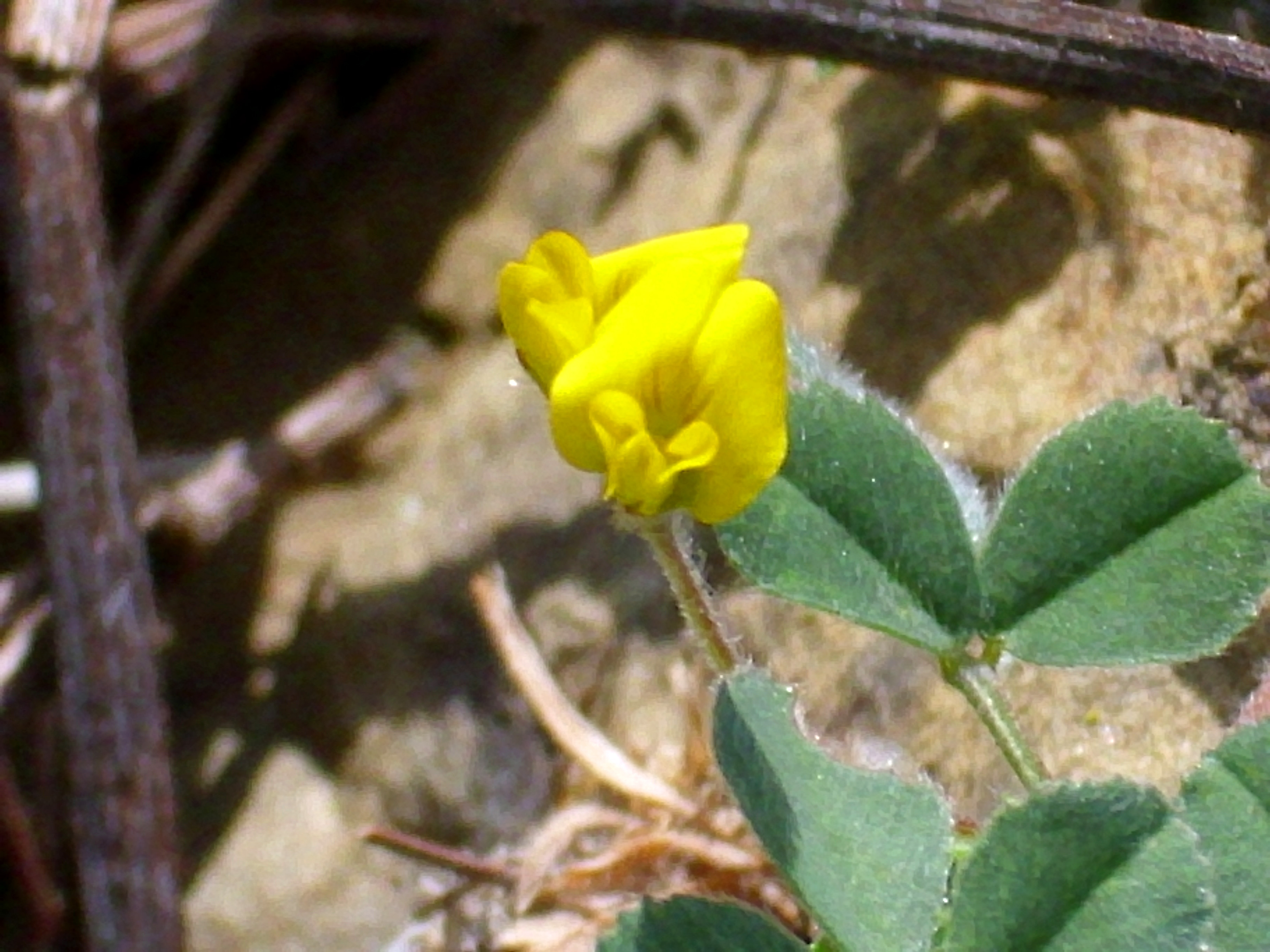
Flor

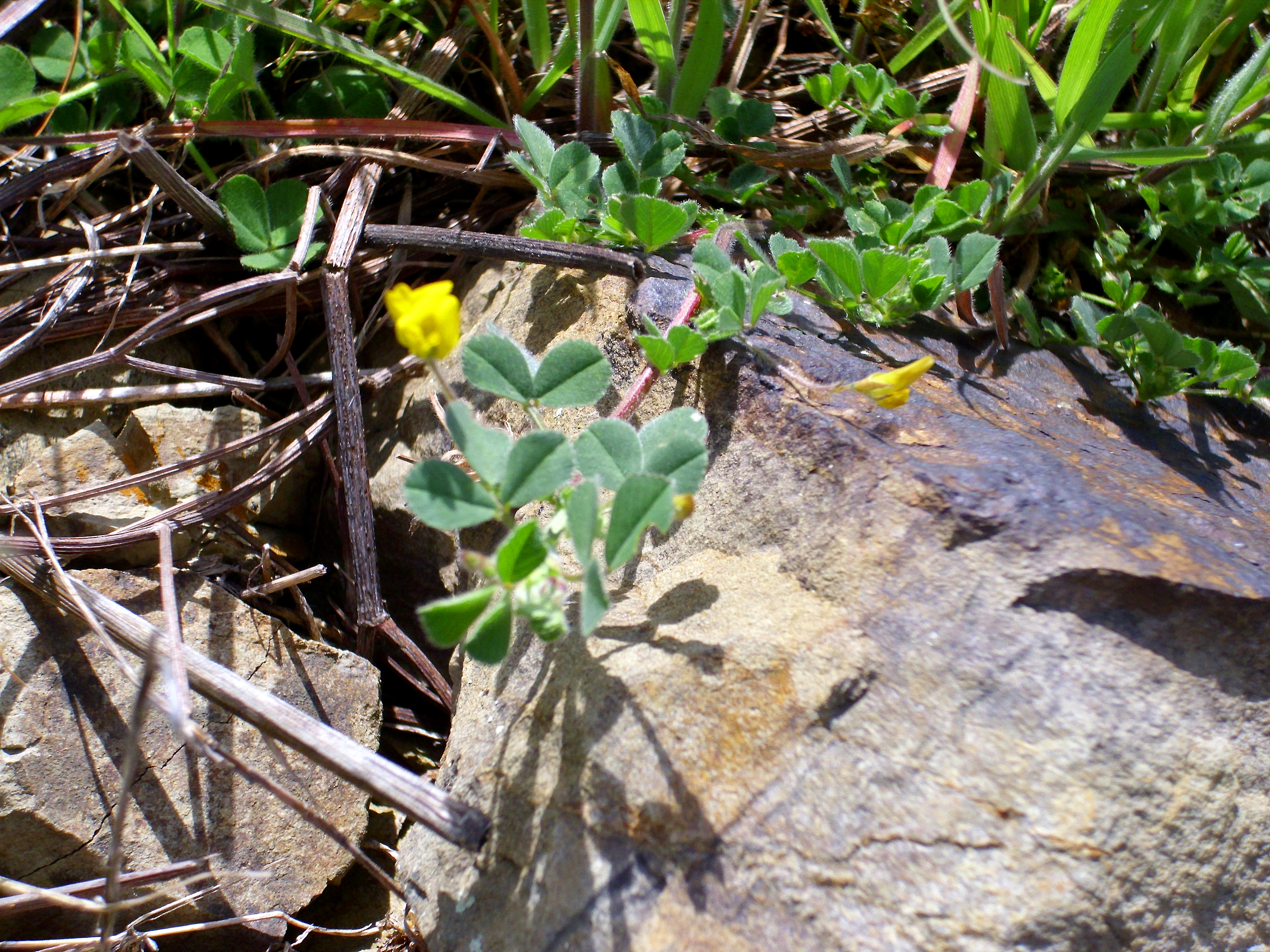
En su hábitat

## Biología
Es una planta que crece alrededor de 1 a 6 dm de alto con hojas trifoliadas. La punta de las hojas es redondeada, de 1 o 2 cm de largo, generalmente con un punto negro en el centro. Las flores son amarillas, producidas de manera aislada o en grupos de 2 a 5. El fruto es una pequeña vaina espinosa.La semilla es de color marrón claro reniforme.Posee estípulas grandes lacinadas.

## Fenología
Tiene un período de crecimiento corto. Se siembra antes de las lluvias de otoño y germinan después de estas. La floración, en el hemisferio norte, ocurre entre marzo y junio, según variedades.

## Condiciones ambientales
Prefiere climas templados con temperaturas entre 15 °C - 25 °C con veranos secos y calurosos y los inviernos suaves y húmedos.
Requiere precipitaciones entre 250mm - 600mm anuales, siendo sus necesidades en fase de crecimiento de 150mm - 300mm.
Los mejores suelos para Medicago truncatula son los arcillosos o arenosos pero siempre bien drenados.No admite suelos con pH<6.5, arenas profundas, zonas inundadas o moderadamente salinos.
La profundidad de siembra debe estar comprendida entre los 15mm - 20mm y la densidad de siembra  8 - 12 kg/ha.El pH neutro a alcalino (pH 6 - 8).La altitud necesaria entre 140m-1550m

## Distribución y zonas de cultivo
Terófito. Naturalizada al sur de Australia desde el siglo XIX, aunque es originaria de los países de la región mediterránea, especialmente Asia occidental (Lesins y Lesins, 1979). También se encuentran otros Medicago truncatula con clima templado en Sudáfrica y Chile.

## Aprovechamiento forrajero
Se puede almacenar en forma de forraje, con una  conservación en heno o ensilaje. Se autoregenera desde otoño a la primavera, por lo que el pastoreo del ganado ovino sobre las vainas en verano reduce las semillas para la regeneración, sobre todo el primer año de cultivo. Fija el nitrógeno atmosférico lo que es beneficioso para los cultivos en rotación. Puede producir más de 800 kg/ha de semilla bajo condiciones de secano.Los nutrientes esenciales son P y S, llegando incluso a quintuplicar el rendimiento anual por el aporte de estos como fertilizantes.(Clarkson, Swann y Capellán, 1989).Es tolerante a algunos herbicidas de hoja ancha.

## Interés y valor alimenticio
Tiene alto valor nutritivo y es de sabor agradable. Fácilmente consumida por el ganado tanto en forraje en verde o seco, incluyendo vainas de semillas maduras. Excelente alimento para el ganado en crecimiento y en finalización de éste. 

## Factores de riesgo
Puede producir hinchazón en el ganado y aparecer de color rojo el intestino del ganado ovino y mascotas

## Usos
M. truncatula ha sido elegida como organismo modelo para el estudio de la biología de las leguminosas. Posee un genoma diploide pequeño,y producción de semillas prolífica. Es además dada a las transformaciones genéticas. El genoma de M. truncatula está siendo secuenciado.
Vive en simbiosis con la bacteria Sinorhizobium meliloti un microorganismo fijador simbiótico de nitrógeno. La planta modelo Arabidopsis thaliana no forma simbiosis, haciendo el estudio de M. truncatula importante para entender estos procesos.

## Taxonomía
Medicago truncatula fue descrita por Joseph Gaertner y publicado en De Fructibus et Seminibus Plantarum. . . . 2(3): 350, pl. 155 [near lower right]. 1791.
Citología
Número de cromosomas de Medicago truncatula (Fam. Leguminosae) y táxones infraespecíficos: 2n=16
Etimología
Medicago: nombre genérico que deriva del término latíno medica, a su vez del griego antiguo: μηδική (πόα) medes que significa "hierba".
truncatula: epíteto latíno 
Sinonimia
- Medicago tentaculata Willd.
- Medicago tribuloides Desr.
- Medicago truncata Gaertn.
- Medicago uncinata Willd.[4]

## Nombre común
- Castellano: carretón de rodaja (el número entre paréntesis indica las especies que tienen el mismo nombre en España).[5]